# Canthidium auricolle
Canthidium auricolle là một loài bọ cánh cứng trong họ Bọ hung (Scarabaeidae).